# Pierre Sévigny (homme politique)
Pour les articles homonymes, voir Pierre Sévigny et Sévigny (homonymie).
 (janvier 2015).
Pierre Sévigny (12 septembre 1917-20 mars 2004) est un agent immobilier, entrepreneur, industriel et homme politique fédéral du Québec.

## Biographie
Né à Québec, Pierre Sévigny est le fils du Président de la Chambre des communes du Canada Albert Sévigny. Il fit ses études à l'Université Laval et à l'Université Columbia. Entretemps, il tenta de commencer une carrière d'acteur en passant une audition pour MGM en 1935, mais décida de revenir au Canada pour travailler dans les domaines de l'immobilier, de l'import-export et de la construction. Il écrivit également une nouvelle pour le The Saturday Evening Post sous le pseudonyme de Peter Maple.

### Seconde Guerre mondiale
Durant la Seconde Guerre mondiale, il servit outre-mer dans l'Armée canadienne et perdit une jambe lors de la Bataille du Rhine. Pour ses actions au Mont Ormel, il gagna la Virtuti Militari, soit la plus haute décoration de la Pologne. Avec des confrères polonais de la 1re division blindée ils bloquèrent l'accès aux divisions de Panzers voulant toucher la Poche de Falaise en 1944. De cette action, 50 000 soldats allemand furent capturés. Sévigny reçut également les Croix de guerre de la France et de la Belgique. Après la guerre, il rédigea Face à l'ennemi qui raconta ses expériences durant les combats et pour lequel il remporta le prix Ferrières de l'Académie française en 1948. En 1965, il écrivit aussi Le grand jeu de la politique.

### Carrière politique
Élu député du Parti progressiste-conservateur du Canada dans la circonscription fédérale de Longueuil en 1958, il avait tenté sans succès d'être élu en 1957, ainsi que dans Îles-de-la-Madeleine en 1949 par le libéral Charles Cannon. Réélu en 1962, il est défait en 1963 par le libéral et futur Lieutenant-gouverneur du Québec Jean-Pierre Côté.
Au moment fort de la Guerre froide entre les Américains et les Soviétiques, il est ministre associé de la Défense nationale de 1959 à 1963. Durant son mandat dans le Conseil des ministres, la GRC alerta le ministre de la justice Davie Fulton à propos de l'Affaire Munsinger alléguant qu'une prostituée et potentiellement espionne ait eu une relation sexuelle avec un membre du cabinet. Sévigny est éventuellement soupçonné d'être ce ministre cependant, une commission royale dirigée par Wishart Spence et ouverte sous la demande du gouvernement de Lester Pearson écorcha Sévigny, mais l'affranchit de toutes infractions. Par contre, le premier ministre John Diefenbaker est critiqué pour son laxisme vis-à-vis ses ministres.
En 1967, il commença à enseigner les affaires à l'Université Concordia. Au printemps 1971, il envisage un retour à la vie politique en convoitant la direction de l'Union nationale. Toutefois, faute de soutien, il choisit de ne pas se présenter. Retraité en 1995, il décide de revenir en tant qu'assistant professeur deux ans plus tard. En 1978, il est, avec Camil Samson, le fondateur d'un éphémère parti politique québécois, Les démocrates.
Il est mort à Montréal en 2004 à l'âge de 86 ans.

## Archives
Il y a un fonds d'archives Pierre Sévigny à Bibliothèque et Archives Canada.